# Gaborone (underdistrikt)
Gaborone är ett underdistrikt i Botswana.   Det ligger i distriktet South-East, i den sydöstra delen av landet, 16 km sydväst om huvudstaden Gaborone.
Omgivningarna runt Gaborone är huvudsakligen savann. Runt Gaborone är det ganska tätbefolkat, med 134 invånare per kvadratkilometer.